# Halecium reflexum
Halecium reflexum är en nässeldjursart som beskrevs av Eberhard Stechow 1919. Halecium reflexum ingår i släktet Halecium och familjen Haleciidae. Inga underarter finns listade i Catalogue of Life.